# Diocesi di Acqui

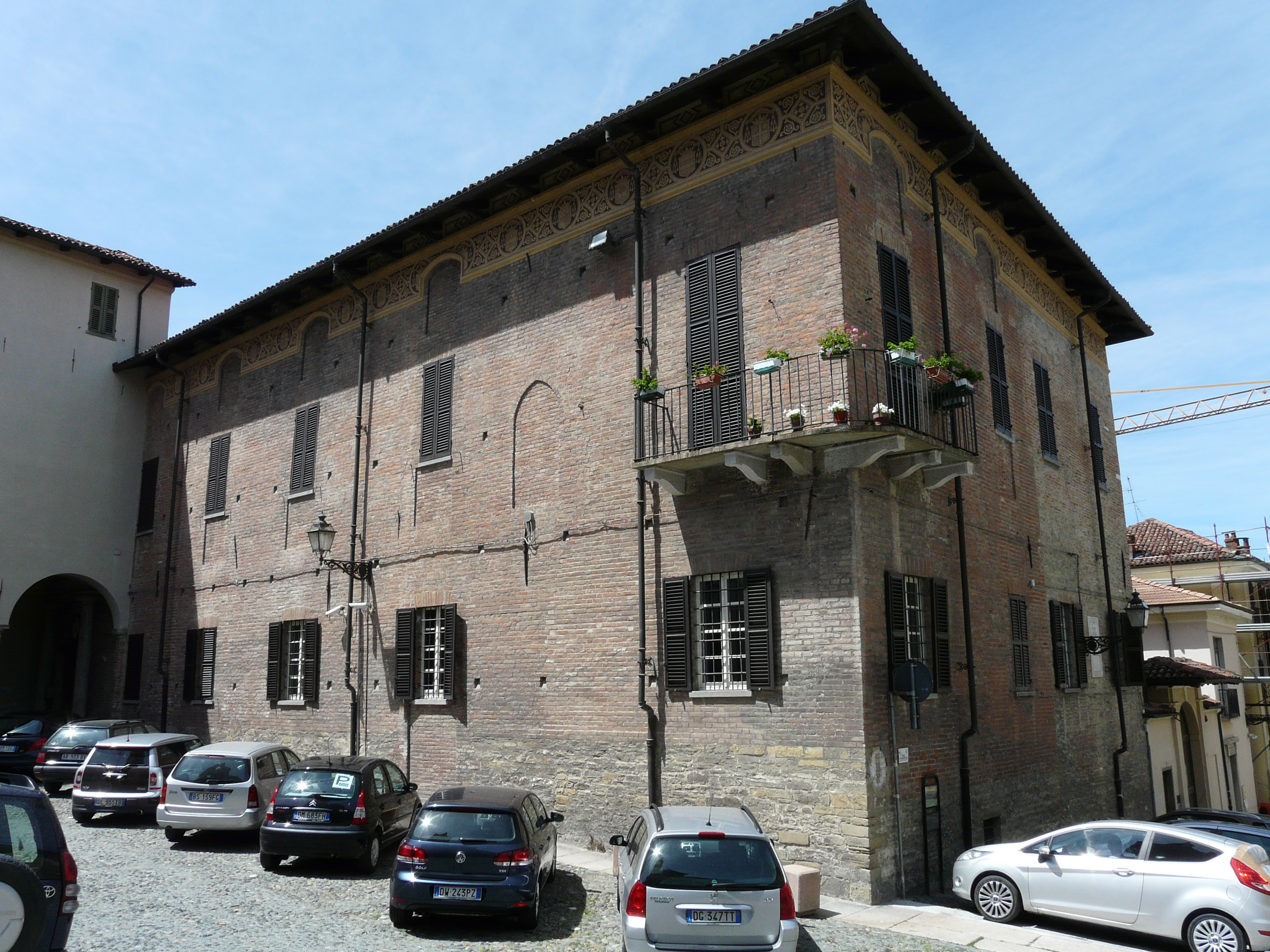
Il palazzo vescovile.

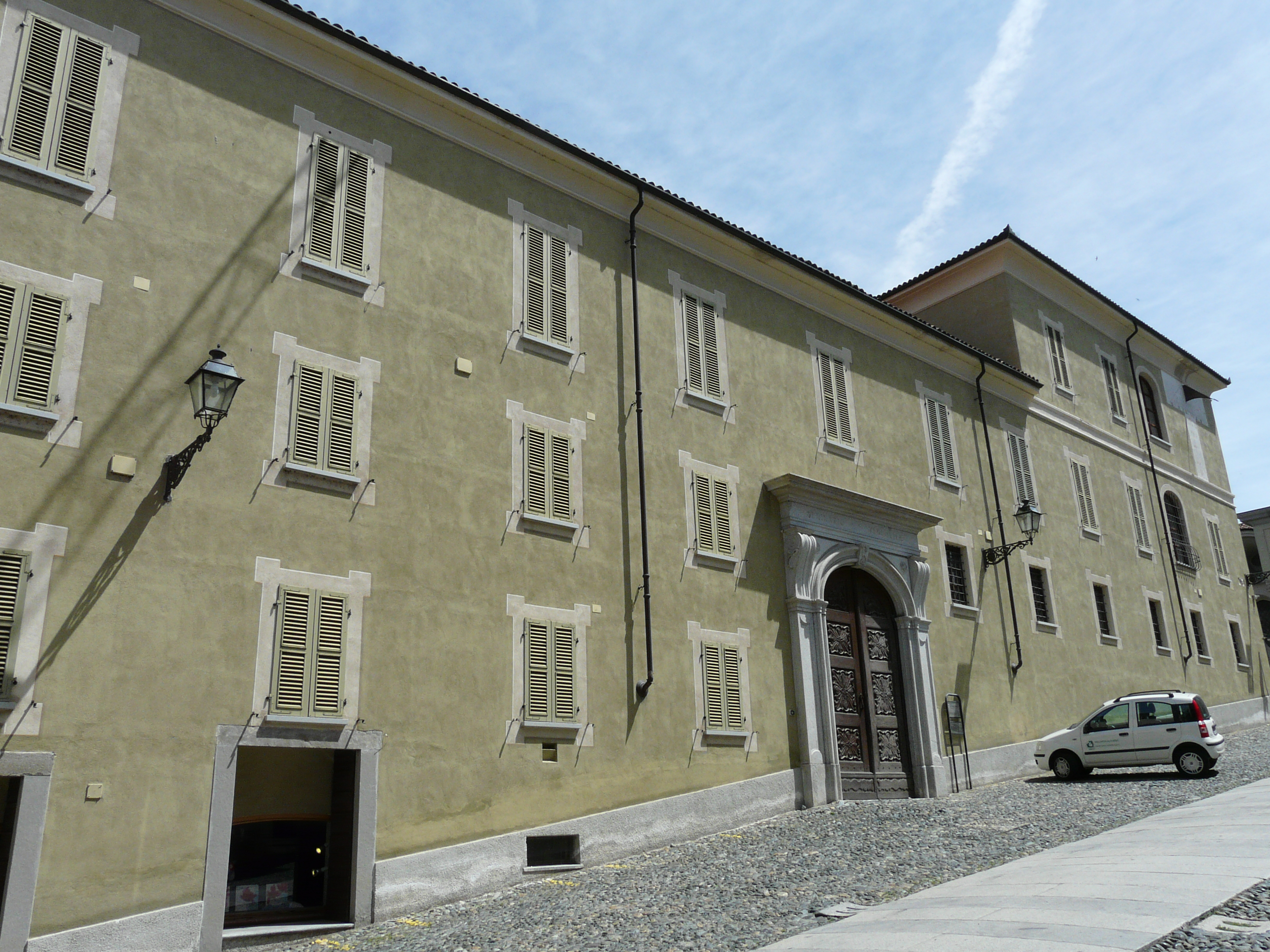
L'ex seminario della diocesi.

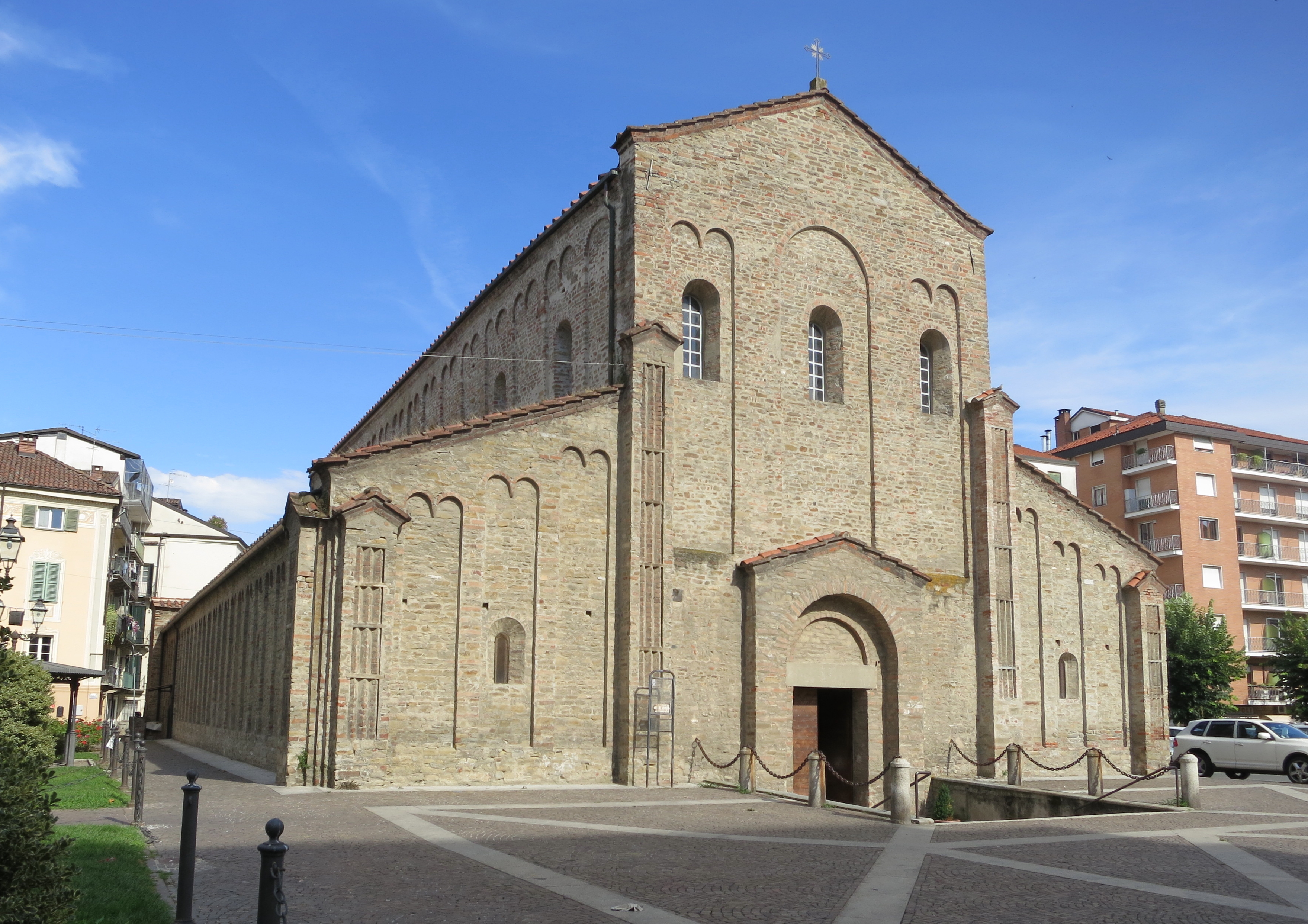
La basilica minore di San Pietro di Acqui.

La diocesi di Acqui (in latino Dioecesis Aquensis) è una sede della Chiesa cattolica in Italia suffraganea dell'arcidiocesi di Torino appartenente alla regione ecclesiastica Piemonte. Nel 2022 contava 128.000 battezzati su 136.777 abitanti. È retta dal vescovo Luigi Testore.

## Territorio
Il territorio della diocesi si estende per 1.683 km², di cui circa il 70% in Piemonte e il restante circa 30% in Liguria. A livello provinciale la suddivisione è la seguente: provincia di Alessandria circa 47%, provincia di Savona il 23%, provincia di Asti circa 22%, città metropolitana di Genova circa il 7% e provincia di Cuneo meno dell'1%. Comprende la città di Acqui Terme e i seguenti comuni:
- in provincia di Alessandria: Alice Bel Colle, Acqui Terme, Belforte Monferrato, Bergamasco, Bistagno, Carpeneto, Cartosio, Casaleggio Boiro, Cassine, Cassinelle, Castelletto d'Erro, Castelnuovo Bormida, Cavatore, Cremolino, Denice, Grognardo, Lerma, Malvicino, Melazzo, Merana, Molare, Montaldo Bormida, Montechiaro d'Acqui, Morbello, Mornese, Morsasco, Orsara Bormida, Ovada, Pareto, Ponti, Ponzone, Prasco, Ricaldone, Rivalta Bormida, Rocca Grimalda, San Cristoforo, Sezzadio, Spigno Monferrato, Strevi, Tagliolo Monferrato, Terzo, Trisobbio, Visone.
- in provincia di Asti: Bruno, Bubbio, Calamandrana, Canelli, Cassinasco, Castel Boglione, Castelletto Molina, Castelnuovo Belbo, Castel Rocchero, Cessole, Cortiglione, Fontanile, Incisa Scapaccino, Loazzolo, Maranzana, Moasca, Mombaldone, Mombaruzzo, Monastero Bormida, Montabone, Nizza Monferrato, Quaranti, Roccaverano, Rocchetta Palafea, San Marzano Oliveto, Serole, Sessame, Vaglio Serra, Vesime.
- in provincia di Cuneo: Perletto.
- nella città metropolitana di Genova: Campo Ligure, Masone, Rossiglione, Tiglieto.
- in provincia di Savona: Altare, Cairo Montenotte, Carcare, Dego, Giusvalla, Mioglia, Piana Crixia, Pontinvrea, Sassello, Urbe.

La diocesi confina con le diocesi di Alba e di Mondovì a ovest, di Genova e Savona-Noli a sud, di Tortona a est, di Asti e Alessandria a nord.
Sede vescovile è la città di Acqui Terme, dove si trova la cattedrale dell'Assunzione di Maria Vergine. Nella stessa città sorge anche la basilica minore di San Pietro.

### Parrocchie e zone pastorali
La diocesi è suddivisa in 115 parrocchie, raggruppate in 5 zone pastorali:
- zona pastorale Acquese-Alessandrina (27 parrocchie);
- zona pastorale delle Due Bormide (20 parrocchie);
- zona pastorale Ovadese-Genovese (23 parrocchie);
- zona pastorale di Nizza-Canelli (29 parrocchie);
- zona pastorale Savonese (15 parrocchie).

## Storia
La presenza di una comunità cristiana nel I secolo è attestata da una lapide ritrovata nel 1660 in un cimitero cittadino. Le decorazioni nella cattedrale seguono la tradizione e mostrano papa Silvestro I che nel 323 fonda la diocesi; protovescovo è san Maggiorino, da sempre venerato come patrono della diocesi. I primi vescovi sono documentati da una pergamena dell'XI secolo, ritenuta degna di fede, la quale tuttavia ignora gli unici due vescovi di Acqui storicamente documentati nei primi otto secoli: Ditario, la cui lastra sepolcrale, scoperta nel 1753, riporta come data di morte il 488; e Valentino, che prese parte al concilio romano del 680 indetto da papa Agatone per condannare l'eresia monotelita.
Fino al V secolo lo sviluppo della chiesa locale è continuo, tanto che si può dire che alla fine di quel secolo tutta la popolazione è cristiana, ma a partire dalla fine del V secolo, con l'inizio delle invasioni barbariche, cominciò un periodo di sofferenze che durò più di 4 secoli, senza dimenticare che nel 905 e nel 936 due invasioni di pirati saraceni ridussero la popolazione in condizioni drammatiche. Questa situazione potrebbero spiegare il vuoto di quattro secoli nella lista dei vescovi riportata dal dittico di Acqui; infatti si conoscono vescovi solo a partire dalla metà del IX secolo con Odalberto, che intervenne nell'844 all'incoronazione del re Ludovico II, e con Ragano, che vent'anni dopo partecipò a un concilio celebrato dal metropolita Tadone di Milano, di cui il vescovo acquese era suffraganeo.
A partire dal X secolo, la serie episcopale si fa più continua e completa. Al vescovo Adalgiso, l'imperatore Ottone I concesse un diploma che definiva i diritti giurisdizionali dell'episcopato sulla città e il contado acquese; questo privilegio fu ripetuto al vescovo Benedetto nel 978, al quale fu concessa la giurisdizione sulla città e sul territorio circostante per un raggio di tre miglia, e al vescovo Primo nel 996, con l'aggiunta di alcuni castelli e pievi.
Secondo l'antica lista episcopale acquese, fu il vescovo Primo, a cavallo fra X e XI secolo, a dare avvio alla costruzione della nuova cattedrale cittadina, trasferendola dalla chiesa extra moenia di San Pietro; la nuova cattedrale fu consacrata da san Guido I nel 1067. In questo stesso periodo troviamo le prime attestazioni di una suddivisione del territorio diocesano in pievi.
Nel 1175 venne eretta da papa Alessandro III la diocesi di Alessandria con territorio sottratto in parte a quello di Acqui. Ne nacque un lungo contenzioso fra le due città, che si aggravò nel 1180 quando lo stesso papa decise l'unione delle due diocesi e il trasferimento della curia vescovile ad Alessandria. Questa decisione rimase lettera morta, come pure quella di papa Innocenzo III che nel 1206 stabilì l'unione aeque principaliter delle due sedi. Quando il vescovo Ugo Tornielli decise di trasferirsi ad Alessandria, provocò la dura reazione degli acquesi che portò il papa alla decisione di destituire Ugo e di far procedere all'elezione di un nuovo vescovo, Anselmo. Da questo momento, fino al 1405, la diocesi di Alessandria, governata da un arcidiacono, rimase unita a quella di Acqui, che fu la sede unica del vescovo e della curia diocesana.
Nel 1450, per eleggere il nuovo vescovo Tommaso Deregibus, il Capitolo della cattedrale dovette riunirsi nella chiesa di Santa Maria delle Grazie nel vicino paese di Visone, poiché in città imperversava una terribile epidemia di peste.
Nel XVI secolo si deve soprattutto al vescovo Pietro Fauno (1558-1585) l'attuazione dei decreti di riforma stabiliti dal concilio di Trento, tra cui la fondazione del seminario vescovile nel 1566. Intenso fu lo scambio epistolare tra Pietro Fauno e san Carlo Borromeo, da cui emerge un quadro di parrocchie in condizioni di estrema povertà, benché animate da un intenso fervore religioso.
Nel periodo tra il 1625 e il 1648 l'invasione di francesi e spagnoli e le loro lotte per il controllo del territorio causarono un peggioramento della situazione economica locale e l'epidemia di peste del 1630 e 1631 decimò la popolazione. In questo periodo emerse la figura del vescovo Gregorio Pedroca che si dedicò alla cura degli appestati, tanto da esserne contagiato.
Il vescovo Carlo Antonio Gozzano (1675-1721) ottenne dall'imperatore Leopoldo I, mediante un diploma del 23 marzo 1699, la conferma di svariati privilegi concessi dagli imperatori ai suoi predecessori, tra i quali quello del titolo di principe del Sacro Romano Impero, nella realtà mai accordato da nessun sovrano in precedenza. In virtù di tale diploma, quindi, il titolo, dapprima fondato sulla base di una lettura capziosa di diplomi medievali, divenne legittimo.
Ne Settecento il vescovo Carlo Giuseppe Capra (1755-1772) fece costruire il nuovo seminario della diocesi, che dotò di un ricco fondo librario, che costituisce la base della biblioteca diocesana che porta il suo nome.
In occasione del riordino delle diocesi piemontesi voluto da Napoleone Bonaparte, che determinò la soppressione di 9 diocesi, la sede di Acqui, in forza del breve Gravissimis causis di papa Pio VII del 1º giugno 1803, ingrandì il proprio territorio a scapito delle diocesi vicine e contestualmente entrò a far parte della provincia ecclesiastica dell'arcidiocesi di Torino. Il 17 luglio 1817, la diocesi ritornò, con qualche variazione, nei suoi confini precedenti, quando papa Pio VII ristabilì le diocesi soppresse nel 1803 con la bolla Beati Petri.
Nel corso dei secoli sono emerse figure molto importanti nell'ambito della diocesi e della Chiesa universale: Carlo Capra, fondatore dell'orfanotrofio; i santi Paolo della Croce fondatore dei Padri Passionisti, Maria Domenica Mazzarello cofondatrice delle Figlie di Maria Ausiliatrice e Giuseppe Marello fondatore degli Oblati di San Giuseppe; le beate Teresa Bracco, Chiara Badano e il venerabile Paolo Pio Perazzo.

## Cronotassi dei vescovi
Il più antico catalogo dei vescovi di Acqui è contenuto in una pergamena, oggi perduta, della seconda metà dell'XI secolo e riprodotta nel XVII secolo dal vescovo Gregorio Pedrocca in un'opera rimasta manoscritta, la Solatia Chronologica Sacrosanctae Ecclesiae Aquensis, conservata nell'archivio vescovile della diocesi. Il dittico riporta una lista di 17 vescovi da Maggiorino a Guido I, con un vuoto di circa 400 anni tra Adeodato e Sedaldo, colmato da storici locali con nomi di vescovi storicamente documentati grazie ad altre fonti, ma anche con nomi di vescovi di dubbia autenticità.
Nella presente cronotassi si omettono i periodi di sede vacante non superiori ai 2 anni o non storicamente accertati.
- San Maggiorino † (IV secolo)
- Massimo †
- Severo †
- Andrea †
- Adeodato †
- Ditario † (? - 26 gennaio 488 deceduto)[12]
- Sedaldo ? † (VI secolo)
- Primo ? † (VI secolo)[13]
- Valentino † (menzionato nel 680)[14]
- Tito ? † (VIII secolo)[15]
- Odalberto † (menzionato nell'844)
- Ragano † (menzionato nell'863)[16][17]
- Bodone † (prima dell'876 - dopo maggio 891)
- Sedaldo † (al tempo di papa Formoso)
- Badone ? † (X secolo)[18]
- Dodone † (inizio X secolo)
- Restaldo † (menzionato nel 936)[19]
- Adalgiso † (prima del 945 - dopo il 952)
- Gotofredo † (prima del 967 - dopo il 969)
- Benedetto † (aprile/maggio 975 - dopo il 17 aprile 978 deceduto)
- Arnaldo † (circa 978 - 24 giugno 989 deceduto)
- Primo II † (7 dicembre 989 - 23 marzo 1018 deceduto)
- Brunengo † (29 giugno 1018 - 3 novembre 1022 deceduto)
- Dudone † (25 gennaio 1023 - 15 gennaio 1033 deceduto)
- San Guido I † (marzo 1034 - 2 giugno 1070 deceduto)
  - Sede vacante (1070 - ca. 1073)[20]
- Alberto † (prima del 13 ottobre 1073 - dopo il 4 luglio 1079)
- Anonimo † (documentato come episcopus electus il 3 novembre 1079)[21]
- Azzone † (prima del 7 aprile 1098 - dopo dicembre 1135)[22]
- Uberto di Melegnano †  (circa 1136 - 7 luglio 1148 deposto)
- Enrico † (menzionato nell'agosto 1149)
- Guglielmo † (menzionato nel 1164)[23]
- Galdino o Gaudino † (menzionato tra il 1167 e il 1176)[24]
- Uberto II † (prima di agosto 1177 - dopo agosto 1181)
- Ugo Tornielli † (prima dell'11 novembre 1183 - novembre 1213 dimesso)
- Anselmo † (prima di agosto 1215 - dopo novembre 1226)
- Ottone I † (prima di agosto 1231 - 23 dicembre 1238 dimesso)
- Giacomo di Castagnole † (1239 - 12 gennaio 1240 dimesso)
- Guglielmo II † (circa 1240[25] - dopo il 10 maggio 1251)
- Alberto dei marchesi di Incisa † (prima del 27 agosto 1251 - prima del 27 novembre 1251[26] dimesso)
- Enrico II † (29 aprile 1252 - dopo il 24 maggio 1258 deceduto)
- Alberto II † (prima del 29 novembre 1258[27] - dopo il 9 dicembre 1270 deceduto)[28]
- Baudicio o Bandino † (prima del 7 agosto 1276[27] - 1277 dimesso o deceduto)
  - Tommaso da Camona † (1277 - 1277 deceduto) (vescovo eletto)[29]
  - Sede vacante (1277-1283)[30]
- Oglerio (o Oggero Cellino) † (prima di agosto 1283 - dopo il 7 novembre 1304 deceduto)[31]
- Oddone Bellingeri † (prima del 24 giugno 1305 - dopo gennaio 1333[32])
- Ottobono del Carretto † (menzionato nel 1340)[33]
- Guido II dei Marchesi di Incisa † (18 luglio 1342 - dopo il 1367)[34]
- Evordo ? † (menzionato l'8 marzo 1369)
- Giovanni ? † (menzionato il 16 febbraio 1370)
- Giacomo dei Marchesi di Incisa † (11 maggio 1373 - dopo il 6 settembre 1373 deceduto)[35]
- Francesco † (21 novembre 1373 - ? deceduto)
  - Corrado Malaspina, O.F.M. † (10 settembre 1380 - ?) (antivescovo)
- Beroaldo † (menzionato nel 1382)
- Valentino † (menzionato nel 1388)[36]
  - Guido † (1400 - ?) (antivescovo)
  - Roberto † (1403 - ?) (antivescovo)
- Enrico Scarampi † (febbraio 1396 - 10 aprile 1403 nominato vescovo di Feltre e Belluno)
- Bonifacio da Corgnato, O.F.M. † (5 maggio 1403 - ?)[37]
- Percivalle Sigismondo † (10 luglio 1408 - ? deceduto)
- Matteo Gisalberti † (24 settembre 1423 - ? deceduto)[38]
- Bonifacio II di Sigismondo † (8 agosto 1427 - circa 1450 deceduto)
- Tommaso de Regibus † (14 ottobre 1450 - 11 febbraio 1483 deceduto)
- Costantino Marenco † (20 febbraio 1484 - 1497 deceduto)
- Ludovico Bruno † (9 gennaio 1499 - 1508 deceduto)
- Domenico Selino † (28 luglio 1508 - ? deceduto)[39]
- Giovanni Vincenzo Carafa ? † (31 agosto 1528 - ? dimesso)[40]
- Pierre van der Vorst (Vorstius) † (20 febbraio 1534 - 8 dicembre 1548 deceduto)[41]
- Bonaventura Fauni-Pio, O.F.M.Conv. † (9 aprile 1549 - 1558 dimesso)
- Pietro Fauno di Costacciara † (23 marzo 1558 - 1585 dimesso)
- Giovanni Francesco Biandrate di San Giorgio Aldobrandini † (12 agosto 1585 - 1598 dimesso)
- Camillo Beccio, C.R.L. † (25 novembre 1598 - 1620 deceduto)
- Gregorio Pedrocca, O.F.M. † (16 novembre 1620 - 1632 deceduto)
- Felice Crova (o Crocca), O.F.M.Conv. † (7 luglio 1632 - 1645 deceduto)
  - Clemente dalla Chiesa † (1645 - 1647 deceduto) (vescovo eletto)
- Giovanni Ambrogio Bicuti (o Beccuti) † (27 maggio 1647 - 10 marzo 1675 deceduto)
- Carlo Antonio Gozzano † (30 settembre 1675 - 11 dicembre 1721 deceduto)
  - Sede vacante (1721-1727)
- Giambattista Roero di Pralormo † (1º ottobre 1727 - 3 febbraio 1744 nominato arcivescovo di Torino)
- Alessio Ignazio Marucchi † (13 aprile 1744 - 13 maggio 1754 deceduto)
- Carlo Giuseppe Capra † (17 febbraio 1755 - 22 dicembre 1772 deceduto)
- Giuseppe Antonio Maria Corte, O.E.S.A. † (13 settembre 1773 - 18 luglio 1783 nominato vescovo di Mondovì)
- Carlo Luigi Buronzo del Signore † (20 settembre 1784 - 26 settembre 1791 nominato vescovo di Novara)
  - Sede vacante (1791-1797)
  - Charles-Joseph Compans de Brichanteau † (20 luglio 1796 - 25 agosto 1796 deceduto) (vescovo eletto)[42]
- Giacinto della Torre, O.E.S.A. † (24 luglio 1797 - 26 giugno 1805 nominato arcivescovo di Torino)
- Maurice-Jean Madeleine de Broglie † (26 giugno 1805 - 3 agosto 1807 nominato vescovo di Gand)
- Luigi Antonio Arrighi de Casanova † (3 agosto 1807 - 29 dicembre 1809 deceduto)
  - Sede vacante (1810-1817)[43]
- Carlo Giuseppe Maria Sappa de' Milanesi † (1º ottobre 1817 - 25 dicembre 1834 deceduto)
- Modesto Contratto, O.F.M.Cap. † (21 novembre 1836 - 6 dicembre 1867 deceduto)
  - Sede vacante (1867-1871)
- Giuseppe Maria Sciandra † (27 ottobre 1871 - 25 maggio 1888 deceduto)
- San Giuseppe Marello † (11 febbraio 1889 - 30 maggio 1895 deceduto)
- Pietro Balestra, O.F.M.Conv. † (29 novembre 1895 - 17 dicembre 1900 nominato arcivescovo di Cagliari)
- Disma Marchese † (15 aprile 1901 - 26 novembre 1925 deceduto)
- Lorenzo Delponte † (14 maggio 1926 - 18 dicembre 1942 deceduto)
- Giuseppe Dell'Omo † (12 maggio 1943 - 1º luglio 1976 ritirato)
- Giuseppe Moizo † (1º luglio 1976 succeduto - 2 febbraio 1979 deceduto)
- Livio Maritano † (30 giugno 1979 - 9 dicembre 2000 ritirato)
- Pier Giorgio Micchiardi (9 dicembre 2000 - 19 gennaio 2018 ritirato)
- Luigi Testore, dal 19 gennaio 2018

## Statistiche
La diocesi nel 2022 su una popolazione di 136.777 persone contava 128.000 battezzati, corrispondenti al 93,6% del totale.
| anno | popolazione | popolazione | popolazione | presbiteri | presbiteri | presbiteri | presbiteri                | diaconi | religiosi | religiosi | parrocchie |
| anno | battezzati  | totale      | %           | numero     | secolari   | regolari   | battezzati per presbitero | diaconi | uomini    | donne     | parrocchie |
| ---- | ----------- | ----------- | ----------- | ---------- | ---------- | ---------- | ------------------------- | ------- | --------- | --------- | ---------- |
| 1950 | 179.800     | 180.000     | 99,9        | 344        | 285        | 59         | 522                       |         | 50        | 230       | 147        |
| 1959 | 173.750     | 174.000     | 99,9        | 286        | 259        | 27         | 607                       |         | 27        | 218       | 145        |
| 1970 | 164.103     | 164.530     | 99,7        | 255        | 215        | 40         | 643                       |         | 43        | 641       | 150        |
| 1980 | 150.500     | 151.100     | 99,6        | 194        | 166        | 28         | 775                       | 1       | 34        | 435       | 152        |
| 1990 | 142.000     | 143.000     | 99,3        | 178        | 149        | 29         | 797                       |         | 31        | 390       | 115        |
| 1999 | 143.360     | 145.288     | 98,7        | 148        | 127        | 21         | 968                       | 4       | 21        | 313       | 115        |
| 2000 | 143.200     | 145.120     | 98,7        | 151        | 124        | 27         | 948                       | 4       | 29        | 315       | 115        |
| 2001 | 142.500     | 144.950     | 98,3        | 147        | 120        | 27         | 969                       | 4       | 28        | 313       | 115        |
| 2002 | 141.450     | 145.830     | 97,0        | 144        | 117        | 27         | 982                       | 4       | 28        | 308       | 115        |
| 2003 | 140.823     | 146.420     | 96,2        | 143        | 118        | 25         | 984                       | 5       | 26        | 296       | 115        |
| 2004 | 141.506     | 145.488     | 97,3        | 145        | 116        | 29         | 975                       | 5       | 30        | 344       | 115        |
| 2006 | 137.000     | 145.000     | 94,5        | 135        | 113        | 22         | 1.014                     | 8       | 22        | 349       | 115        |
| 2012 | 144.600     | 152.000     | 95,1        | 101        | 93         | 8          | 1.431                     | 16      | 8         | 351       | 115        |
| 2015 | 148.500     | 156.100     | 95,1        | 103        | 95         | 8          | 1.441                     | 16      | 8         | 351       | 115        |
| 2018 | 139.000     | 145.270     | 95,7        | 101        | 83         | 18         | 1.376                     | 21      | 18        | 200       | 115        |
| 2020 | 128.550     | 140.475     | 91,5        | 100        | 83         | 17         | 1.285                     | 23      | 19        | 200       | 115        |
| 2022 | 128.000     | 136.777     | 93,6        | 93         | 76         | 17         | 1.376                     | 20      | 18        | 156       | 115        |